# Linha Kakhovskaia (metro de Moscovo)

Linha Kakhovskaia

A linha Kakhovskaia (em russo:  Каховская), por vezes referida como linha 11A, é uma das antigas linhas do metro de Moscovo, na Rússia.
Foi inaugurada em 11 de agosto de 1969 (55 anos) e circula entre as estações de Kachirskaia e Kakhovskaia. Tem ao todo 3 estações.